# Monts Cindrel
Les monts Cindrel (en roumain Munții Cindrel, parfois Munții Cândrel, en hongrois Szebeni-havasok et en allemand Zibinsgebirge) sont un sous-groupe de montagnes qui appartient au groupe de massifs Parâng, dans les Carpates méridionales.

## Géographie

### Situation et topographie

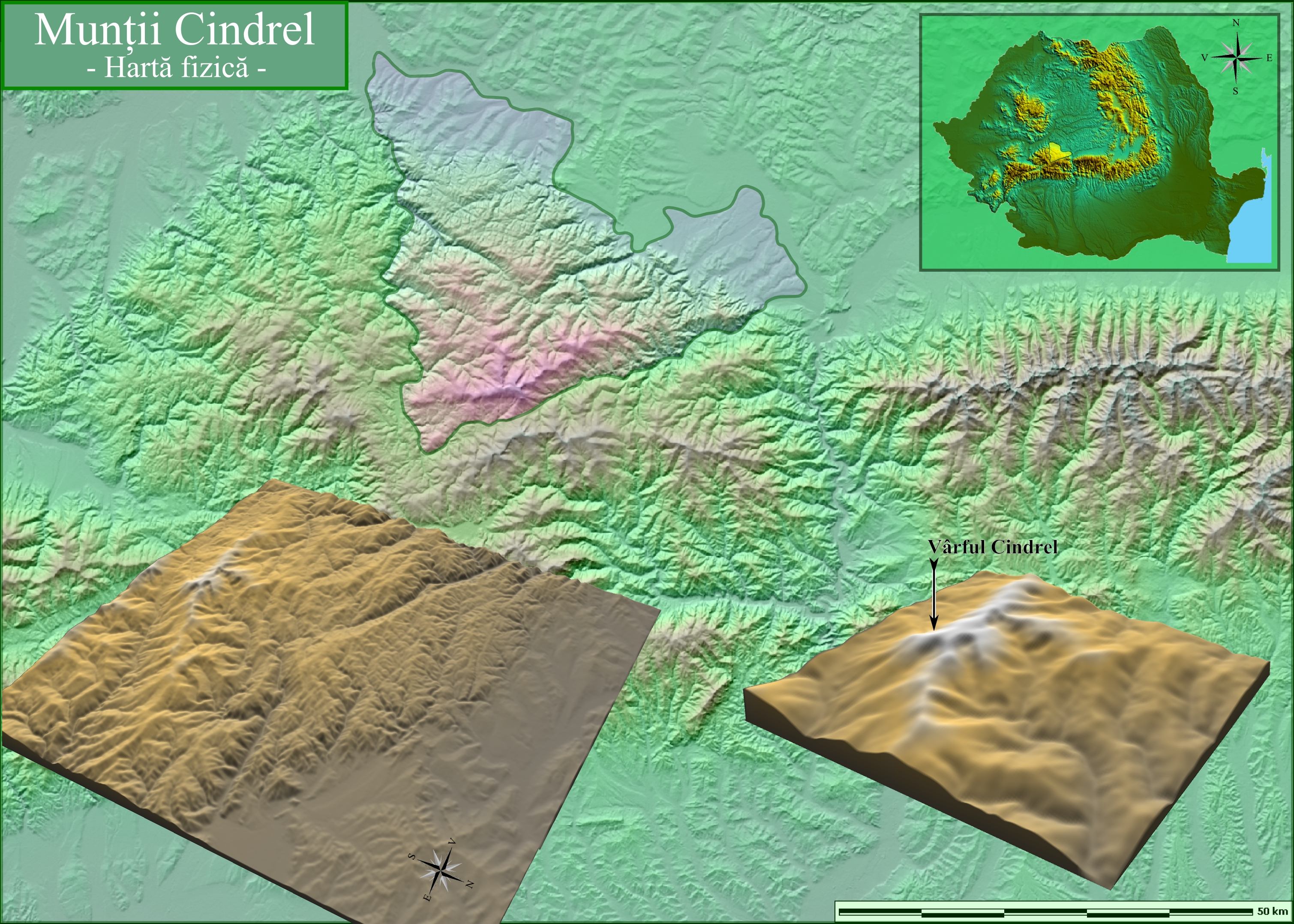
Carte physique des monts Cindrel.

Les monts Cindrel s'étendent sur une surface relativement réduite, 987,3 km2. Ses limites sont la rivière Sebeș, la rivière Sadu et le plateau de Transylvanie. Ils présentent une succession de sommets arrondis dont l'altitude baisse vers la vallée de l'Olt (est du massif) et vers la dépression de Sibiu et d'Apoldul (nord-est). Au sud du massif se trouvent les monts Lotru et à l'ouest les monts Şureanu.
Le massif a été marqué par les glaciations et il possède quatre cirques glaciaires. Très boisé, le massif laisse néanmoins place aux alpages au-dessus de 1 500 m d'altitude. La diversité du paysage est liée à l'altitude, l'exposition et la géologie.
Le plus haut sommet du massif est le mont Cindrel qui culmine à 2 244 m d'altitude. Son ascension ne présente aucune difficulté comme c'est le cas pour les autres sommets du massif.

#### Sommets principaux

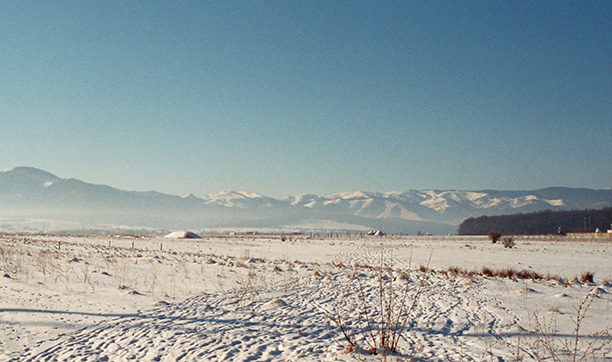
Vue des monts Cindrel.

- Mont Cindrel (2 244 m)
- Mont Frumoasa (2 168 m)
- Mont Cînaia (2 057 m)
- Mont Niculești (2 034 m)
- Mont Rozdești (1 954 m)
- Mont Foltea (1 963 m)
- Mont Surdu (1 962 m)
- Mont Batrâna (1 911 m)

### Géologie
La géologie des monts Cindrel est caractérisée par la présence de schistes cristallins à l'exception du mont Piatra Varului à l'extrémité nord-ouest constitué d'un bloc calcaire.

### Faune et flore

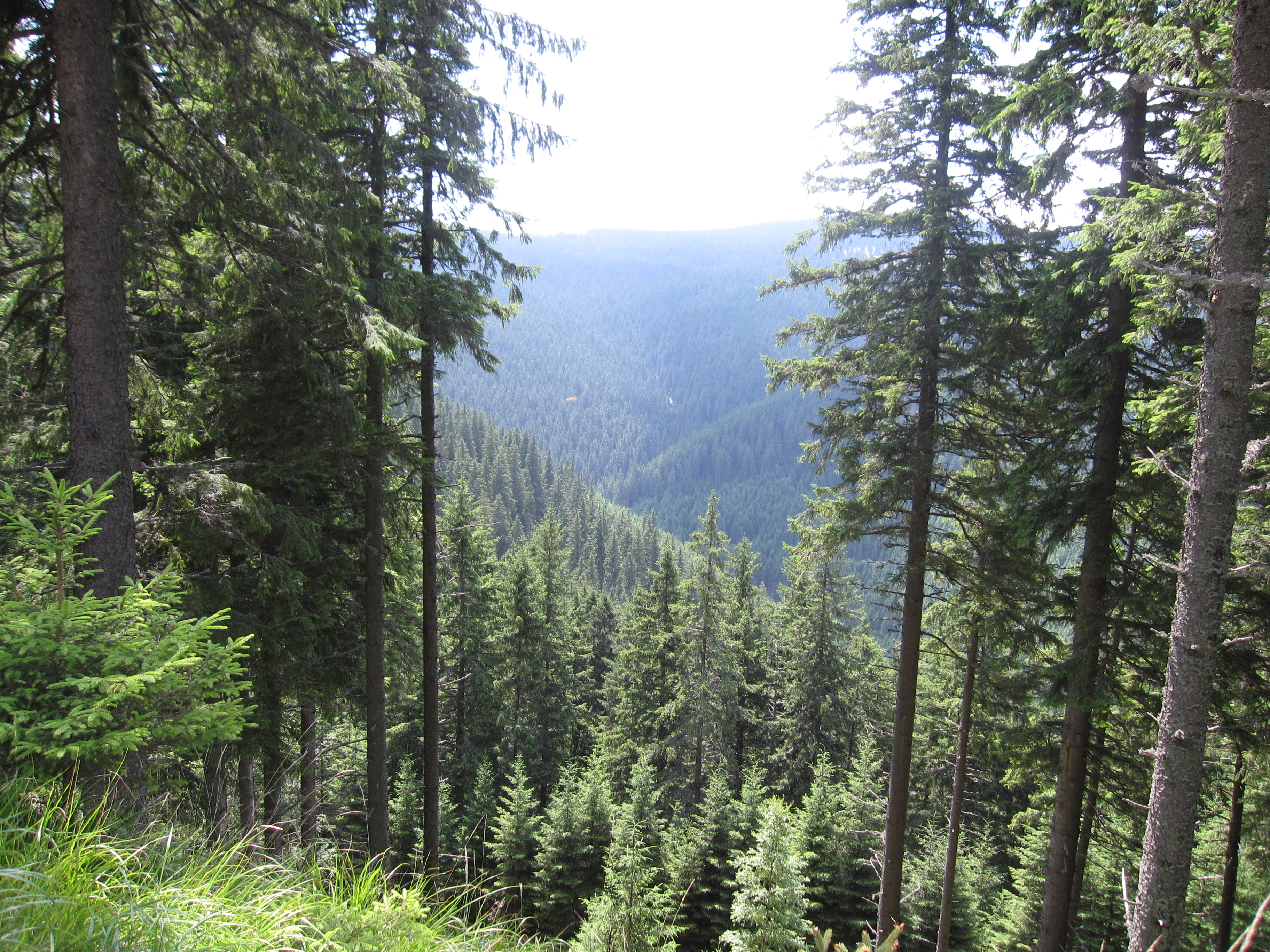
Versant forestier des monts Cindrel.

De vastes prairies alpines couvrent les hauts plateaux schisteux alors que les versants en dessous de 1 900 m sont couverts de forêts de résineux. La plate-forme inférieure de 900 à 1 200 m constituée de riches prairies et de pâturages a favorisé le développement de la région pastorale la plus importante de Roumanie connue sous l'appellation « Mărginimea Sibiului », raison pour laquelle on y trouve de nombreuses étables, cabanes et fenils. On y produit différents types de fromages de mouton tels que les telemea, urda, caṣ et brânză de burduf.
Les forêts de feuillus sont présentes jusqu'à environ 1 000 m puis un mélange de hêtres, épicéas et de mélèzes jusqu'à 1 400 m et d'épicéas et de sapins entre 1 400 et 1 800 m. La flore de taille réduite au-delà de 1 800 m prend des couleurs vives en été. La flore de la zone sommitale est dominée par les graminées, rhododendrons, groseillers et pivoines de montagne.
La faune est très riche et comprend du côté des mammifères les sangliers, cerfs, chevreuils, ours bruns de Roumanie, loups et martres et du côté des espèces d'oiseaux, les grands tétras, coqs de bruyère et grives qui colonisent l'ensemble du massif.

## Histoire

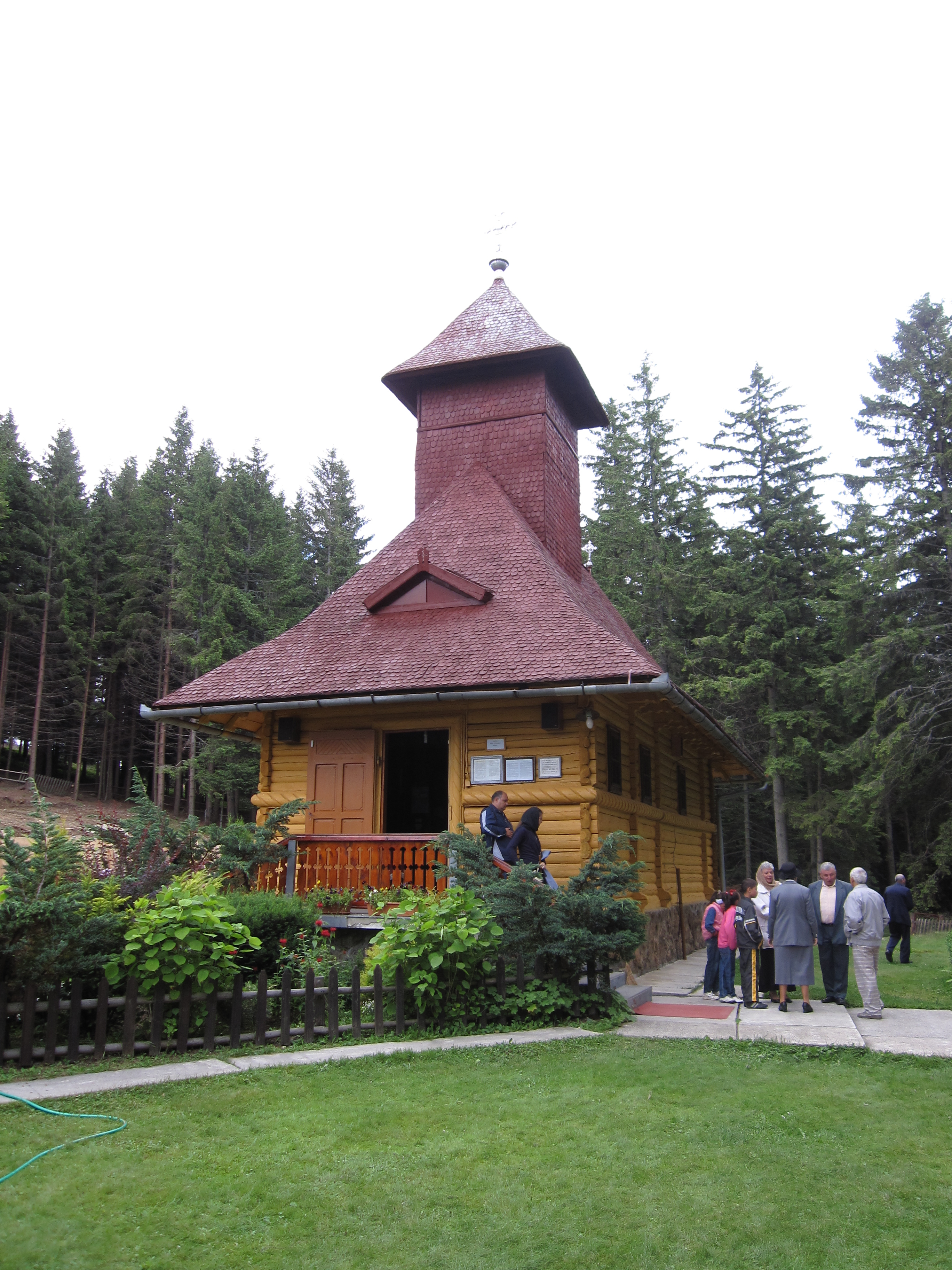
Monastère de Păltiniș.

La station de montagne de Pǎltiniş à 1 450 m a été fondée par le plus ancien club alpin de Roumanie, Siebenbürgischer Karpatenverein (S.K.V.), en 1894 et trois villas datent encore de cette période. Avec l'introduction du ski alpin, l'on y trouve désormais quatre hôtels, six chalets et de nombreuses villas et pensions.
À l'entrée du village a été édifié un petit monastère orthodoxe.

## Activités touristiques
Le nord de la zone s'étend sur la région ethnographique appelée Mărginimea Sibiului avec des villages traditionnels aux maisons pittoresques (Sibiel, Rășinari, Gura Râului, Poplaca...). Ceux-ci ont notamment été construits par des colons d'origine allemande installés à partir du Moyen Âge appelés « Saxons de Transylvanie ». À Rășinari, sont nés deux écrivains roumains célèbres : le philosophe et essayiste Émile Cioran et le poète et journaliste Octavian Goga.
Les activités alpestres sont pratiquées dans la petite station de ski de Pǎltiniş à 1 450 m qui, en été, est un des points de départ de nombreux parcours balisés de randonnée dans les monts Cindrel. Le philosophe Constantin Noica qui a vécu à Pǎltiniş entre 1975 et 1987 appréciait particulièrement ses épaisses forêts de conifères.

### Liste des cabanes et refuges de montagne
- Refuge Sub Lezăre (1 790 m)
- Cabane Şanta (1 360 m)
- Cabane Oaşa (1 280 m)
- Cabane Crinț (1 280 m)
- Cabane Crăciuneasa (1 150 m)